# Леонтій Боболинський
Лео́нтій Боболи́нський  (р. н. невід. — р. смерті не раніше 1700) — український хроніст, ієромонах Троїцько-Іллінського монастиря.

## Творчий доробок
Написав працю «Літописець, сі єсть Кройніка з різних авторов і историков многих…», куди ввійшли давні українські хронографи, листи, твори грецьких і римських істориків, уривки з польських і литовських хронік тощо. Найбільший інтерес становить виклад сучасних авторові подій другої половини XVII століття, зокрема, опис Чигиринських походів 1677 та 1678 років. Літопис Боболинського написано мовою, близькою до тогочасної розмовної української, це видатна пам'ятка не лише з точки зору історії, а й лінгвістики.
Повністю літопис досі неопубліковано, рукопис його зберігається в Національній бібліотеці України імені В. І. Вернадського.
Окремі уривки надруковано в додатках до «Літопису» Г. Грабянки (К., 1854).